# Medalla de la Coronació de la Reina Elisabet II 1953
La Medalla de la Coronació de la Reina Elisabet II 1953 (anglès: Queen Elizabeth II's Coronation Medal 1953) és una medalla commemorativa per celebrar la coronació de la Reina Elisabet II, el 2 de juny de 1953. Es va atorgar en 138.214 ocasions, incloent 11.561 australians i 12.500 canadencs.
Les dames poden lluir la medalla penjant de l'espatlla esquerra amb el galó en llaç.
Les medalles no tenien cap inscripció, llevat les 37 atorgades als membres de l'Expedició britànica a l'Everest, que portaven la llegenda "Mount Everest Expedition", que van assolir el cim de l'Everest el matí de la coronació (Sir Edmund Hillary va ser fet cavaller i va rebre la Medalla de la Coronació a mans de la Reina unes setmanes després al Palau de Buckingham).

## Disseny
Una medalla circular, de 3,5 cm de diàmetre en plata. A l'anvers apareix l'efígie coronada de la Reina Elisabet II, amb un coll alt d'ermini i lluint el collar de la Lligacama i la insígnia del Bany.
Al revers apareix el monograma reial (EIIR) sota una corona. Al voltant hi ha la llegenda QUEEN ELIZABETH II CROWNED 2ND JUNE 1953 (Reina Elisabet II Coronada 2 de juny de 1953).
Penja d'una cinta vermell fosc de 32mm d'ample. Al centre hi ha dues franges blau fosc, i a les puntes hi ha una franja en blanc.